# Independência da Groenlândia

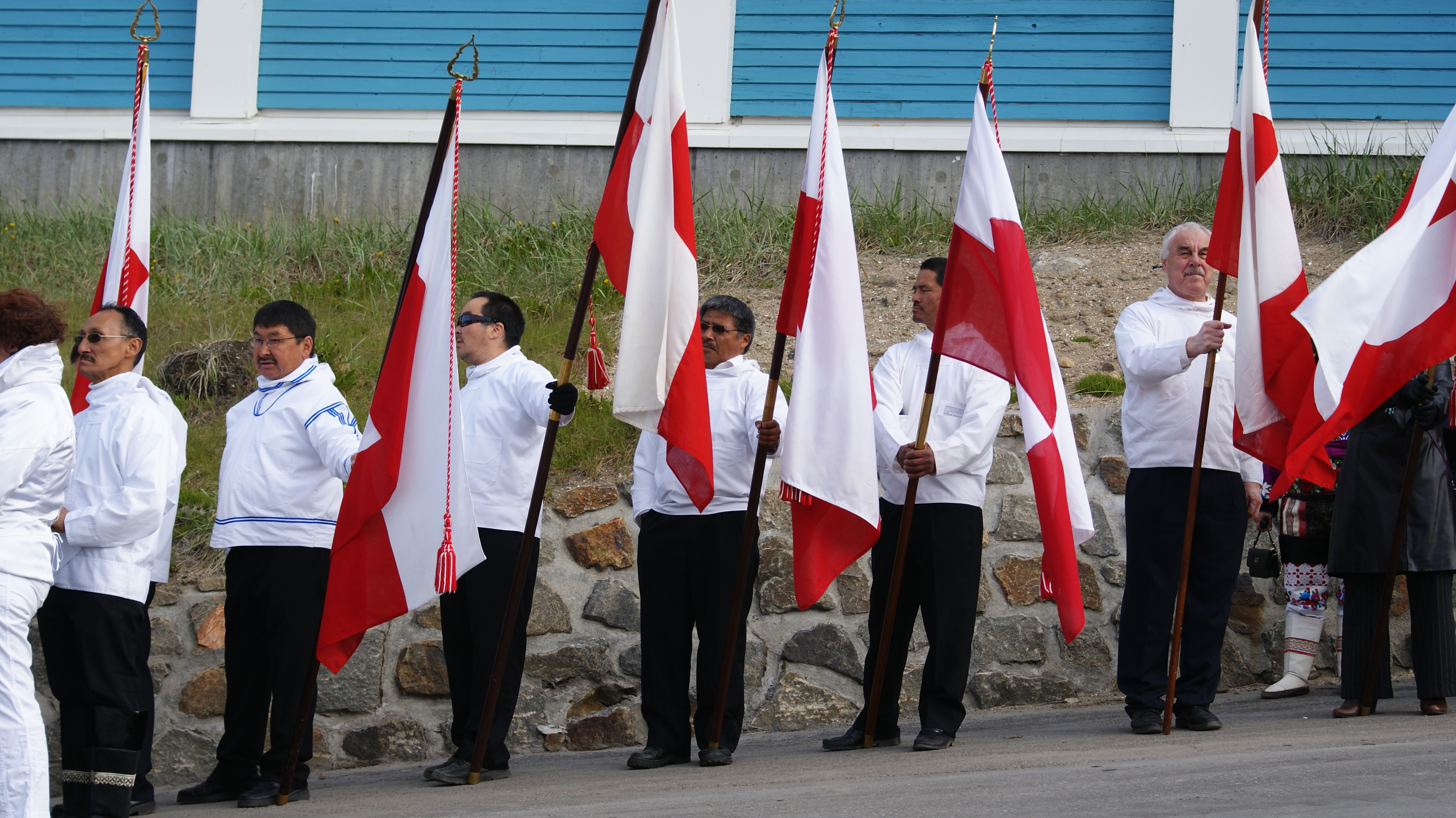
Celebração do dia nacional da Gronelândia de 2010 em Sisimiut, exatamente um ano após o estabelecimento da autonomia em 2009

Independência da Gronelândia (em dinamarquês:  Grønlandsk uafhængighed;em groenlandês/gronelandês:  Namminersulivinneq) é uma ambição política de alguns partidos políticos (como Siumut, Inuit Ataqatigiit, Partii Naleraq e Nunatta Qitornai), grupos de defesa e indivíduos da Gronelândia, um território autónomo dentro do Reino da Dinamarca, para se tornar um estado soberano independente.

## Detalhes

### Colonização nórdica e inuit
A população atual da Groenlândia é predominantemente Inuit descendente do povo Thule, que migrou do continente norte-americano no século 13 DC, gradualmente se estabelecendo na ilha. A reivindicação dinamarquesa à ilha deriva da colonização nórdica no sul da Groenlândia, que durou dos anos 980 até o século 15.
Os estudiosos acreditam que os primeiros assentamentos nórdicos conhecidos na Groenlândia se originaram na Islândia. Os estudiosos acreditam que Erik, o Vermelho, fundou uma primeira colônia em 985. Estima-se que o controle da Groenlândia pela Islândia tenha durado até 1261. Mais tarde, o Reino da Noruega reivindicou e controlou a Groenlândia de forma singular de aproximadamente 1261–1319.
Esses assentamentos nórdicos desapareceram durante os séculos 14 e 15, com o povo Inuit sendo o único ocupante da ilha, expandindo-se para as costas sul e oeste, e sendo de fato independente por mais de 200 anos até que a colonização europeia fosse retomada.  Apesar disso, uma posse europeia contínua de jure da Groenlândia foi assumida por potências europeias.

### Colonização europeia nos séculos 18 a 20
O contato europeu com a Groenlândia não foi restabelecido até 1721 com a missão de Hans Egede, que foi seguida pelas missões da Morávia. Essas colônias duradouras estabeleceram e após não conseguirem encontrar os povos nórdicos tentaram cristianizar os Inuits.
Nessa época, a Noruega e a Dinamarca haviam sido unificadas sob a liderança da Dinamarca - a Noruega, que considerava a Groenlândia parte de seu território. Isso terminou em 14 de janeiro de 1814 depois que a Noruega foi cedida da Dinamarca como resultado das Guerras Napoleônicas na Europa. Como resultado do Tratado de Kiel, a Dinamarca obteve o controle colonial total da Groenlândia logo depois. De 1814 a 1953, a Groenlândia foi uma colônia, não independente e não parte da Dinamarca, mas controlada diretamente pelo governo dinamarquês.

### Protetorado americano e ocupação
Durante a Segunda Guerra Mundial, a Dinamarca foi ocupada e controlada pela Alemanha nazista entre 1940 e 1945. Como resultado, os governos dinamarquês e americano assinaram um acordo para entregar a defesa e o controle da Groenlândia aos Estados Unidos em 9 de abril de 1941. (O governo dinamarquês foi representado pelo embaixador dinamarquês nos EUA, pois os EUA não reconheceram o governo nazista da Dinamarca). As primeiras tropas chegaram à Groenlândia em 7 de julho de 1941. Os EUA construíram dois aeroportos com pistas completas, que em 2018 ainda são os principais aeroportos internacionais da Groenlândia; no entanto, eles estão localizados longe de qualquer assentamento tradicional.
A Groenlândia foi efetivamente independente durante esses anos e permitiu aos Estados Unidos construir bases em seu território, apesar da neutralidade dinamarquesa antes da guerra. Após a guerra, a situação pré-guerra foi restaurada, as bases dos EUA permaneceram e a Dinamarca, com a Groenlândia como parte do Reino, aderiu à OTAN.

### Mova-se para a independência
Em 1953, uma nova Constituição dinamarquesa incorporou a Groenlândia na Dinamarca, a ilha assim ganhou representação no Parlamento dinamarquês e foi reconhecida como uma província dinamarquesa conhecida como Condado da Groenlândia.
Em 1972, a pedido do Conselho Provincial, Knud Hertling estabeleceu um comitê de membros da Groenlândia para estudar a possibilidade de aumento do poder local. Em 1975, o comitê recomendou uma mudança para o governo interno o mais rápido possível. Hertling respondeu com a criação de uma Comissão de Autonomia na Groenlândia com 14 membros divididos igualmente entre representantes da Groenlândia e da Dinamarca. O trabalho da comissão apresentou seu relatório final em junho de 1978 com propostas para uma Lei de Regimento Interno.
Em 1979, o governo dinamarquês concedeu à Groenlândia o governo autônomo, com a Dinamarca mantendo o controle de uma série de áreas, incluindo relações externas, defesa, questões monetárias e o sistema jurídico na Groenlândia.
A representação mínima da Groenlândia no Folketing dinamarquês significava que, embora mais de 70% dos groenlandeses se opusessem à entrada no Mercado Comum Europeu (CEE), ele aderiu em 1973 como parte da Dinamarca. Os temores dos groenlandeses de que a união alfandegária permitisse que empresas estrangeiras competissem e pescariam demais em suas águas se concretizaram rapidamente. Depois que o governo interno foi garantido, uma maioria (53%) da população da Groenlândia votou em 23 de fevereiro de 1982 para deixar a CEE, um processo que durou até 1985. Isso resultou no Tratado da Groenlândia de 1985.
Em 2008, os cidadãos da Groenlândia aprovaram o referendo de autogoverno da Groenlândia com 75% dos votos a favor de um grau mais alto de autonomia. A Groenlândia assumiu o controle da aplicação da lei, da guarda costeira e do sistema jurídico. O idioma oficial mudou de dinamarquês para groenlandês em 21 de junho de 2009, dia nacional da Groenlândia. A lei dá o controle das relações exteriores da Groenlândia para a ilha no comércio e outras áreas pelas quais é responsável. A Groenlândia tem representantes em Copenhague, Bruxelas, Reykjavik e Washington, DC.
Como parte da lei de autogoverno de 2009 (seção §21), a Groenlândia pode declarar independência total se desejar buscá-la, mas isso teria que ser aprovado por um referendo entre o povo da Groenlândia. Uma pesquisa em 2016 mostrou que havia uma clara maioria (64%) para a independência total entre o povo da Groenlândia, mas uma pesquisa em 2017 mostrou que havia uma oposição clara (78%) se isso significasse uma queda nos padrões de vida.
O ex-primeiro-ministro da Groenlândia, Kuupik Kleist, expressou repetidamente a necessidade de diversificar a economia da Groenlândia, que depende principalmente da pesca, do turismo e de um subsídio anual substancial do Estado dinamarquês. A concessão em bloco equivale a cerca de dois terços do orçamento do governo da Groenlândia ou cerca de um quarto de todo o PIB da Groenlândia.  A estabilidade econômica é vista como a base para a independência política total da Dinamarca  Quando Kim Kielsen foi reeleito com uma grande maioria como líder do maior partido pró-independência da Groenlândia, Siumut, em 2017, os observadores consideraram uma vitória para a facção de "independência lenta" em vez da facção de "agora independência". (Seu oponente, Vittus Qujaukitsoq, havia defendido a independência, mesmo que isso significasse perder a grande concessão anual em bloco do estado dinamarquês.) Durante um debate no Parlamento dinamarquês (que também inclui membros da Groenlândia) em 2018, o primeiro-ministro dinamarquês Lars Løkke disse que a Groenlândia precisa deixar claro se deseja permanecer parte do Reino ou se tornar independente. Se a Groenlândia se tornasse um país independente, a concessão anual em bloco da Dinamarca à Groenlândia cessaria.
Em 2008, os ativistas da independência proclamaram o ano de 2021 (o 300º aniversário do domínio colonial dinamarquês) como uma data para a independência potencial.

## Na ficção
A questão da independência da Groenlândia aparece fortemente na série de televisão sueco-islandesa Thin Ice (2019-2020), escrita por Søren Stærmose e Lena Endre, que foi filmada predominantemente na Groenlândia no auge do inverno groenlandês.  Ao final da primeira temporada, a Groenlândia conquista a independência, com o apoio secreto dos Estados Unidos. O sistema político da recém-independente Groenlândia não foi divulgado, embora o país tenha concedido a uma companhia petrolífera americana anônima os direitos de perfuração offshore para um grande depósito de petróleo em águas profundas.